# Dongdan
Dongdan (in cinese: 东单站S, Dōngdān zhànP) è una stazione della linea 1 e della linea 5 della metropolitana di Pechino.

## Storia

### Linea 1
Il 15 gennaio 1971 aprì al pubblico la prima fase della metropolitana di Pechino, nella tratta tra la stazione di Gongzhufen e la stazione ferroviaria di Pechino centrale (oggi parte della linea 2).
Successivamente, il 15 agosto 1986, iniziò la seconda fase di costruzione della metropolitana di Pechino e venne avviato uno studio di fattibilità per la realizzazione di una nuova linea tra Fuxingmen e Bawangfen, l'attuale centro finanziario di Pechino. Il 20 ottobre successivo la stazione di Dongdan venne inserita nella pianificazione della nuova linea.
Il 28 dicembre 1987 fu completata una nuova diramazione che si estendeva verso est fino a una nuova stazione, Fuxingmen, situata tra le stazioni di Nanlishilu e Changchunjie. Il tratto tra Changchunjie e la stazione ferroviaria di Pechino fu trasferito alla nuova linea 2, mentre la prima linea gestiva il tratto tra Pingguoyuan e Fuxingmen.
Il 14 agosto 1988 il Comitato municipale per la pianificazione urbana di Pechino presentò uno studio di fattibilità del progetto di una nuova linea, definita "linea Fuba" (dal 28 giugno 2000 rinominata in "linea 1"), la quale copriva il tratto da Fuxingmen a Bawangfen e includeva anche la stazione di Wangfujing. Nel gennaio 1991, il rapporto di fattibilità per la costruzione di una nuova linea Fuba venne approvato, confermando anche la stazione di Wangfujing. I lavori di realizzazione della stazione iniziarono il 28 dicembre successivo e, l'11 dicembre 1997, il Comitato per la pianificazione urbana di Pechino ufficializzò il nome della fermata.
Il 28 settembre 1999 la stazione di Dongdan è entrata in servizio con l'apertura al pubblico del primo tratto della linea Fuba.

### Linea 5
I lavori di realizzazione delle stazioni della linea 5 iniziarono il 28 dicembre 2002. La costruzione della linea ha visto la partecipazione anche di ditte straniere, come nel tratto tra Dongdan e Dongsi, realizzato grazie alla collaborazione tra la compagnia cinese Beijing Construction Engineering Group e la tedesca Bilfinger. I lavori di costruzione si sono conclusi a fine luglio 2006, circa 5 anni dopo il loro avvio.
Il 7 ottobre 2007 tutte le stazioni della linea sono entrate in funzione.

## Origine del nome
Il nome Dongdan, in italiano letteralmente "Arco dell'est", da Dong (东S, dōngP, lett. "Est") e Dan (单S, dānP, lett. "Arco"), indica un antico arco decorato che un tempo sorgeva nei pressi della stazione. Il termine cinese dan in realtà indica un particolare tipo di arco decorativo, conosciuto in cinese come pailou (牌楼S, páilóuP). Infatti, nella vecchia Pechino c’erano molti di questi portali e, accanto alla Città Imperiale, vicino a Tienanmen, ce n’era uno in legno, a quattro colonne e tre archi, comunemente chiamato Danpailou. Poiché si trovava nella parte est della città, venne chiamato Dongdanpailou, cioè "il Danpailou dell’est", per distinguerlo da altri. Col tempo, il nome fu abbreviato in Dongdan.
Successivamente, durante le guerre dell’epoca dell’imperatore Guangxu, i portali furono distrutti. Tuttavia, i nomi di questi luoghi sono stati tramandati e rimasti in uso fino a oggi.

## Posizione
Questa stazione si trova nel distretto di Dongcheng all'incrocio di Dongdan, ovvero nel punto in cui si intersecano Viale Chang'an Est e Jianguomen Inner Street, in direzione est-ovest, con Dongdan North Street e Chongwenmen Inner Street, in direzione nord-sud.
La stazione della linea 5 è situata sotto il lato est dell'incrocio, con un orientamento nord-sud, mentre quella della linea 1 si trova più a est rispetto alla linea 5, disposta sotto Jianguomen Inner Street in direzione est-ovest. Le due stazioni formano una configurazione a T.

## Struttura e impianti
La stazione di Dongdan è strutturata in tre piani sotterranei. Al primo piano sotterraneo è stato disposto l'atrio e la biglietteria della linea 5, mentre il secondo piano sotterraneo è stato destinato alle banchine della linea 5 e alla biglietteria della linea 1. L'ultimo piano interrato presenta le banchine della linea 1. Entrambe le stazioni presentano banchine con una struttura a isola.
Le stazioni della linea 5 e della linea 1 sono collegate da due corridoi, uno a nord e uno a sud. Inizialmente, il corridoio sud era utilizzato per il trasferimento dalla linea 5 alla linea 1, mentre quello nord era per il trasferimento opposto. Dal 30 gennaio 2021 entrambi i corridoi sono stati resi bidirezionali. Inoltre, durante le ore di punta mattutine e pomeridiane dei giorni feriale, il corridoio di trasferimento sud è delimitato in due per i passeggeri che effettuano il trasferimento dalla linea 1 alla 5 e viceversa.
La stazione presenta otto accessi, indicati con le lettere A, B, C, D, E, F, G e H. Gli ingressi dalla A al C4 sono dedicati alla linea 1, i restanti alla linea 8.

## Servizi
La stazione dispone di:
- Accessibilità per portatori di handicap (solo ingressi A e F)
- Emettitrice automatica biglietti
- Ascensori
- Scale mobili
- Servizi igienici
- Sportello automatico
- Stazione video sorvegliata
- Ufficio polizia

### Orari

#### Linea 1
Il primo treno lascia la stazione di Dongdan in direzione Universal Resort tutti i giorni alle 5:25, mentre l'ultimo che effettua tutta la tratta parte alle 23:27. Alcuni treni effettuano solo una parte della tratta della linea 1 − Batong, fermando alla stazione di Sihuidong, con l'ultimo treno che effettua servizio alle 00:09.
In direzione opposta, verso Gucheng, il primo treno effettua servizio alle 5:08 mentre l'ultimo alle 23:44.

#### Linea 5
In direzione nord, verso Tiantongyuanbei, il primo treno della linea 5 parte da Wangfujing alle 5:33, concludendo il servizio alle 23:24.
In direzione Songjiazhuang, invece, il primo convoglio ferma alla stazione alle 5:36 e è operativo fino alle 23:24.

## Interscambi
- Fermata autobus